# Foliot

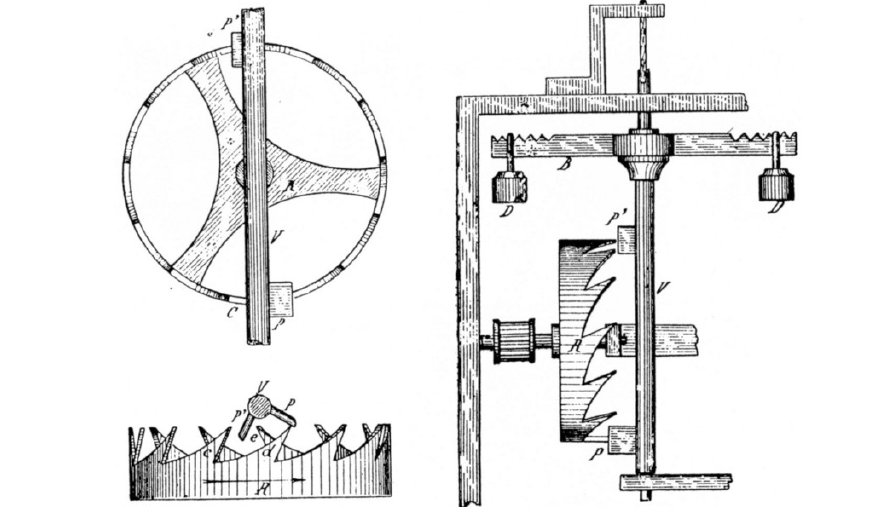
Mecanismo de un sistema con foliot

Animación que muestra el funcionamiento de la rueda y las paletas

El foliot (palabra francesa que en español significa balancín) es un tipo de regulador de reloj inventado entre los años 1300 y 1400, aunque algunos autores indican que pudo ser hacia 1285.
El nombre proviene etimológicamente del francés "faire le fou", estar loco, o dar vueltas como un loco; se denominaba cariñosamente "loquillo". La palabra parece tener su origen en el poema alegórico Li Orologe amoureus (El reloj del amor) de Jean Froissart, aparecido en 1368, donde describe por primera vez la invención del foliot.
Está caracterizado por tener el escape perpendicular al eje de giro principal del reloj. Sobre éste hay una rueda dentada (o corona) que es movida por dos pesas colgando de una polea (los pesos suelen ser piedras elegidas apropiadamente por su peso). Esta rueda empuja dos paletas fijadas a una varilla que hace mover a una barra horizontal oscilante, en forma de cruz, en dirección opuesta.
Al no disponer de regulador la precisión de este reloj no era muy buena, llegando a perder más o menos media hora al día en el mejor de los casos. El Foliot logró mayores precisiones en el siglo XVII debido a la introducción del péndulo.

## Literatura
- "How to Make a Foliot Clock", Steven G. Conover, ISBN 0-9624766-8-4, Con 74 Ilustraciones indica paso a paso como construir un foliot
- Bolter, David J., Turing's Man: Western Culture in the Computer Age, The University of North Carolina Press, Chapel Hill, N.C. (1984). ISBN 0-8078-4108-0

- Macey, Samuel L., Clocks and the Cosmos: Time in Western Life and Thought, Archon Books, Hamden, Conn., (1980)